# Camille Keaton
Camille Norma Alice Constance Keaton (20 de julho de 1947), mais conhecida como Camille Keaton, é uma atriz e ex-modelo estadunidense. Chamada de uma das atrizes mais controversas da história, ficou conhecida por estrelar papeis em filmes que geraram controvérsias e polemicas ao longo de sua carreira, dentre estes papeis, a personagem Jennifer Hills, em I Spit on Your Grave se destacou devida a grande controvérsia que o filme gerou na época de sua exibição. Ela começou sua carreira na Itália, fazendo sua estreia no cinema italiano em um filme de giallo intitulado What Have You Done to Solange? (1972), e estrelou em diversos outros filmes italianos de terror nos anos 1970.
Em 1978, Keaton apareceu como a protagonista no controverso filme estadunidense I Spit on Your Grave, por qual ela é mais conhecida, filme considerado um dos mais polêmicos e controversos do cinema.

## Biografia
Keaton nasceu em Pine Bluff, Arkansas, e seu nome completo é Camille Norma Alice Constance Keaton, um nome extenso em homenagem a tias e a avó, com exceção do nome Camille, que foi uma escolha de seus pais. Filha de Buster Keaton Jr., que possui descendência inglesa e norueguesa, e Barbara Jane Tichenor, que possui descendência italiana, sueca, e russa. Seu avô era o renomado diretor de cinema Buster Keaton, e sua avó, a consagrada atriz de cinema Natalie Talmadge, sendo também sobrinha das atrizes Constance Talmadge e Norma Talmadge.
Ela cursou a escola secundária em Eudora, Arkansas, até 1960, quando sua família mudou para Atlanta, Geórgia.
Em 1969, se envolveu num acidente de carro que a deixou com uma cicatriz facial. Keaton trabalhou uma vez como anfitriã para Amtrak.

## Carreira
Keaton mudou para a Itália em 1971, onde ela tinha assinado com um agente de talentos, e apareceu em vários comerciais. Seu papel de estreia foi em 1972, como Solange, uma mulher desaparecida, no filme de Massimo Dallamano do gênero giallo intitulado What Have You Done to Solange?. Embora papel pequeno, seu físico delicado e frágil adquiriu atenção imediata. No mesmo ano, apareceu como protagonista no filme de terror italiano Cerimônia Trágica (1972).
Em novembro de 1972, Keaton era uma peça central na revista de entretenimento masculina italiana Playmen. Keaton retornou aos Estados Unidos em 1975, estabelecendo-se em Nova Iorque. Ela então apareceu como Jennifer Hills, uma vítima de estupro, no filme de exploração I Spit on Your Grave (1978), dirigido por seu então marido, Meir Zarchi. Por seu desempenho, ganhou o Medalla Sitges de Melhor Atriz em 1978 no Festival Internacional de Cinema Catalão. Após o lançamento de I Spit on Your Grave, Keaton mudou com o marido para Los Angeles, Califórnia.
Em 2012, Keaton apareceu num papel não creditado em The Lords of Salem, de Rob Zombie, e também apareceu nos filmes Chop (2011), e The Butterfly Room (2013).

### Vida pessoal
Keaton casou com Meir Zarchi, diretor de I Spit on Your Grave, em 1979. Divorciaram em 1982. Foi casada com o produtor de cinema Sidney Luft de 20 de março de 1993 até a morte dele, a 15 de setembro de 2005.

## Filmografia
| Ano  | Titulo                                      | Papel                             | Notas |
| ---- | ------------------------------------------- | --------------------------------- | ----- |
| 1972 | What Have You Done to Solange?              | Solange Beauregard                |       |
| 1972 | Decameron II                                | Alibech                           |       |
| 1972 | Tragic Ceremony                             | Jane                              |       |
| 1973 | Il gatto di Brooklyn aspirante detective II | Guendalina Bacherozza de Porcaris |       |
| 1973 | The Witch's Sex                             | Ann                               |       |
| 1974 | Madeleine, Study of a Nightmare             | Madeleine                         |       |
| 1978 | I Spit on Your Grave                        | Jennifer Hills                    |       |
| 1982 | Raw Force                                   | Girl in toilet                    |       |
| 1982 | The Concrete Jungle                         | Rita Newman                       |       |
| 1989 | No Justice                                  | Preacher's wife                   |       |
| 1993 | Savage Vengeance                            | Jennifer Hills                    |       |
| 1999 | Holy Hollywood                              | Betty                             |       |
| 2010 | Chop                                        | Mrs. Reed                         |       |
| 2010 | Sella Turcica                               | Karmen Roback                     |       |
| 2012 | The Butterfly Room                          | Olga                              |       |
| 2012 | The Lords of Salem                          | Doris Von Fux                     |       |
| 2015 | Cabaret Diabolique                          | Marcia Wilson                     |       |
| 2017 | Death House                                 | Kristi Boon                       |       |
| 2017 | I Spit on Your Grave: Deja Vu               | Jennifer Hills                    |       |